# Klonówka (Natura 2000)
Klonówka (PLH180022) – projektowany specjalny obszar ochrony siedlisk, aktualnie obszar mający znaczenie dla Wspólnoty, położony na Pogórzu Strzyżowskim, na górze Chełm (528 m n.p.m.), w granicach rezerwatu „Góra Chełm” i Czarnorzecko-Strzyżowskiego Parku Krajobrazowego. Zajmuje powierzchnię 136,75 ha i znajduje się na terenie gmin Wiśniowa i Frysztak w powiecie strzyżowskim (województwo podkarpackie).
Występują tu następujące typy siedlisk z załącznika I dyrektywy siedliskowej: 
- żyzna buczyna karpacka Dentario glandulosae-Fagetum – ok. 80% obszaru
- mezotroficzna jedlina Abies alba-Oxalis acetosella
- grąd Tilio-Carpinetum
- podgórski łęg jesionowy Carci remotae-Fraxinetum
- łąki świeże

Dodatkowo, występują tu dwa gatunki z załącznika II:
- kumak górski Bombina variegata
- traszka karpacka Lissotriton montandoni